# Ротова
Ротова (ісп. Rótova (офіційна назва), валенс. Ròtova) — муніципалітет в Іспанії, у складі автономної спільноти Валенсія, у провінції Валенсія. Населення — 1307 осіб (2010).

## Географія
Муніципалітет розташований на відстані близько 340 км на південний схід від Мадрида, 60 км на південь від Валенсії.

## Демографія
Динаміка населення (INE ):

## Галерея зображень

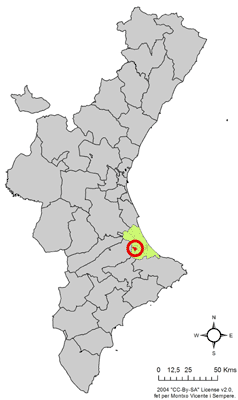
Розташування муніципалітету Ротова у автономній спільноті Валенсія
Розташування муніципалітету Ротова у комарці Сафор
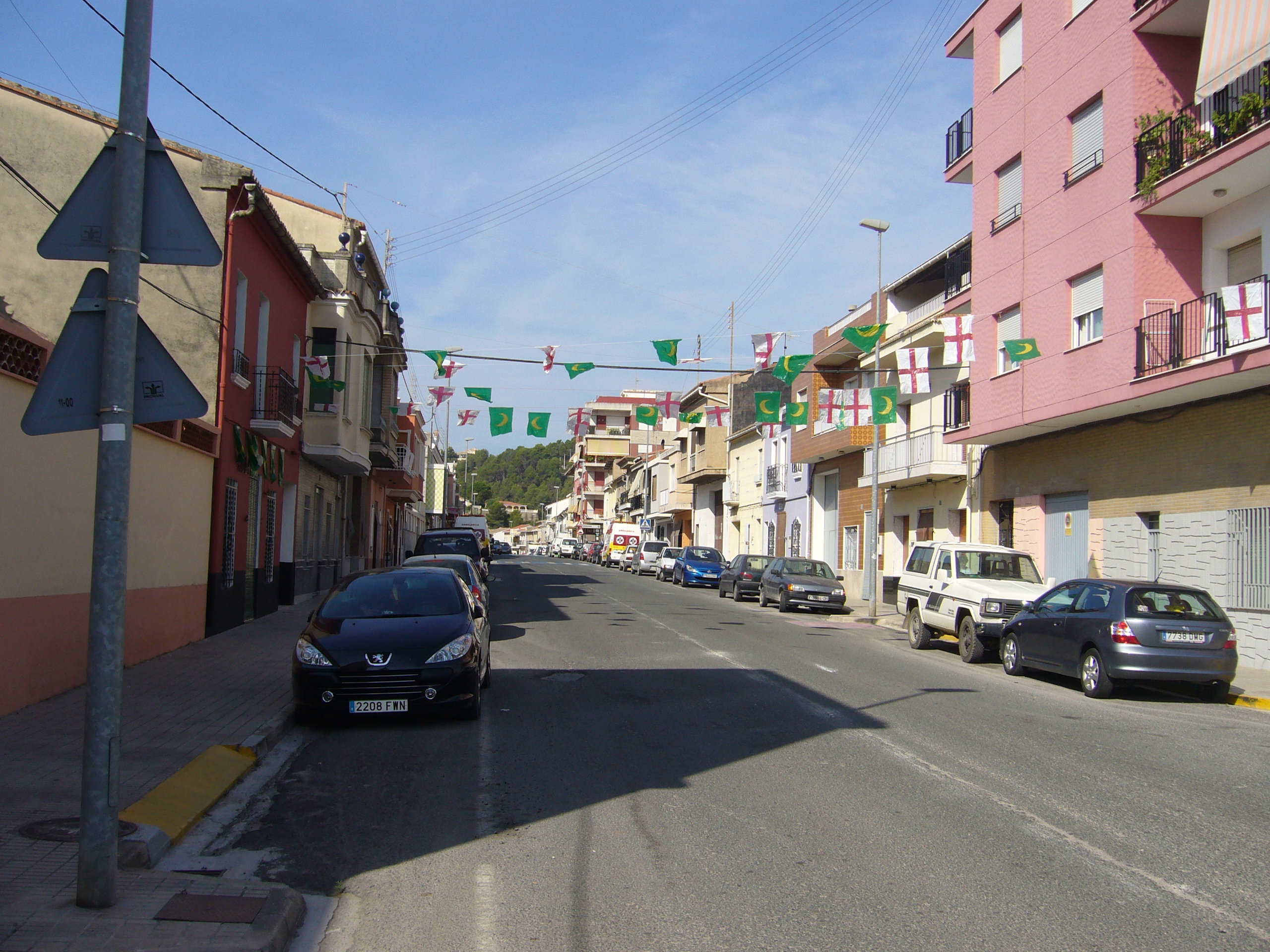
Вулиця Хайме I
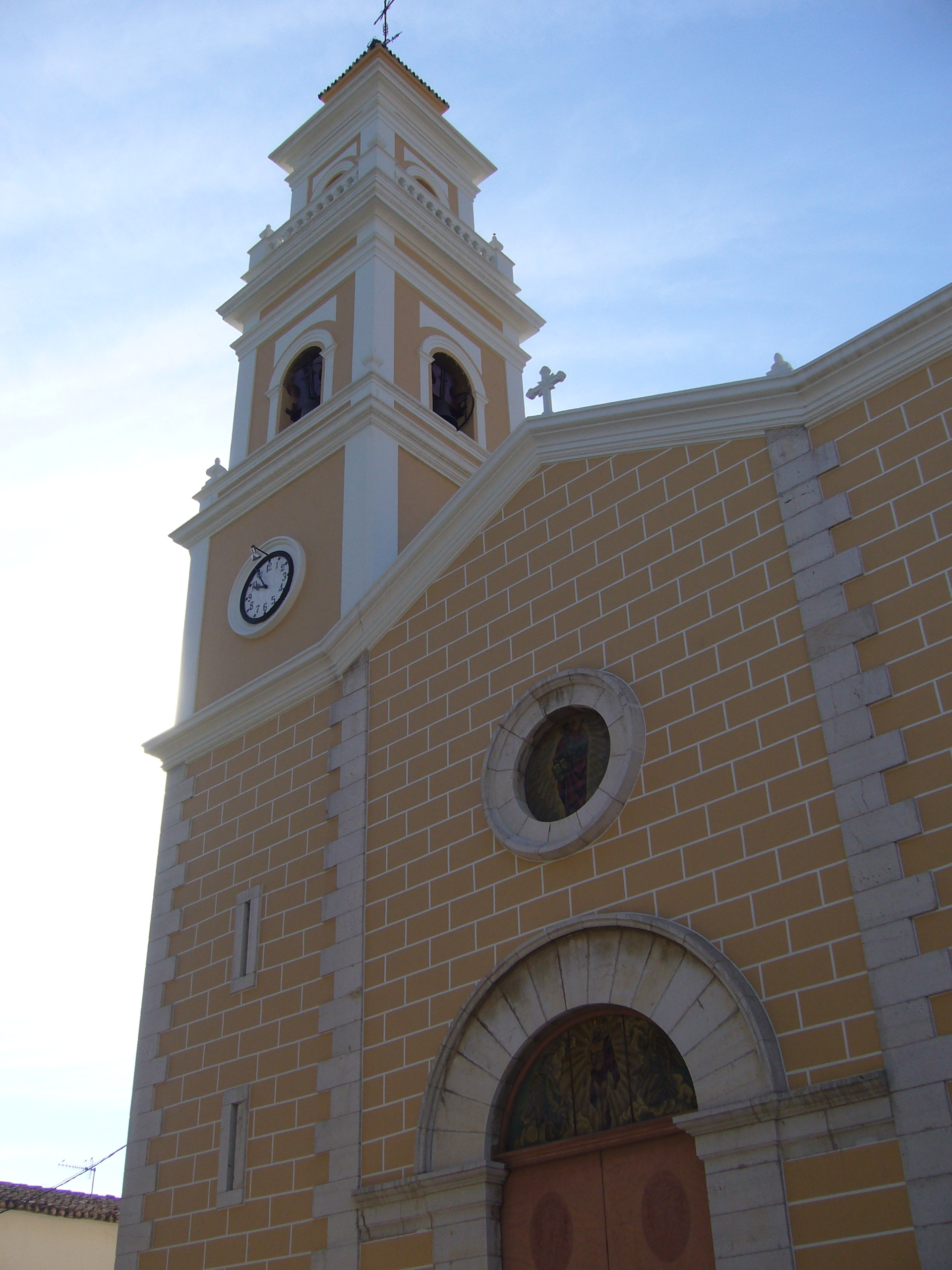
Церква Сан-Бартоломе